# هایلیگنروت
هایلیگنروت (به آلمانی: Heiligenroth) یک شهر در آلمان است که در وستروالدکرایس واقع شده‌است.